# Osprey Osprey I
De Osprey GP2 Osprey, ook bekend als de Air Skimmer, Sea Skimmer of Pereira GP2 Osprey,  was een eenpersoons vliegboot ontworpen door Eut Tileston toen hij onder contract stond bij George Pereira, een privé vliegtuigbouwer.
Met de komst van de amfibische Osprey II van Pereira een aantal jaren later werd het toestel met terugwerkende kracht Osprey I genoemd.
Het oorspronkelijke vliegtuig kon alleen op water starten en landen. De eerste testvluchten werden uitgevoerd in de Sacramento-San Joaquindelta. Een enkel exemplaar werd door de United States Navy geëvalueerd als de X-28. Pereira zette het toestel op de markt als vliegtuig voor de privé vliegtuigbouwer, inclusief plannen voor een aanhanger waarmee de vliegers hun toestel zelfstandig en zonder hulp van anderen konden starten en weer terugbrengen. Het toestel is nu nog leverbaar.
De interesse van de Amerikaanse marine werd gewekt door een studie van het Naval Air Development Center naar patrouilles in Zuidoost-Azië. Er werd gezocht naar vliegtuigen die in staat waren te vliegen onder visual flight rules, die lichtgewicht waren, minder dan $ 5000 zouden kosten en die in Zuidoost-Azië te maken zouden zijn. Na onderzoek van het toestel in 1971 schafte de marine er een aan om in de herfst van dat jaar de eerste tests uit te voeren. Ondanks dat de Osprey voldeed aan de meeste vereisten van het programma werd het programma afgelast zonder dat er verdere militaire versies van het toestel werden gebouwd. De enige X-28 staat nu in de Air Zoo in Kalamazoo.
X-1 · X-2 · X-3 · X-4 · X-5 · X-6 · X-7 · X-8 · X-9 · X-10 · X-11 · X-12 · X-13 · X-14 · X-15 · X-16 · X-17 · X-18 · X-19 · X-20 · X-21 · X-22 · X-23 · X-24 · X-25 · X-26 · X-27 · X-28 · X-29 · X-30 · X-31 · X-32 · X-33 · X-34 · X-35 · X-36 · X-37 · X-38 · X-39 · X-40 · X-41 · X-42 · X-43 · X-44 · X-45 · X-46 · X-47 · X-48 · X-49 · X-50 · X-51 · X-53 · X-57 ·  X-59